# Viktor Siuda
Viktor Siuda (* 26. April 1928 in Bielitz; † 17. Oktober 2019 in Braunschweig) war ein deutscher Sportler, der mit Eintracht Braunschweig zwischen 1953 und 1958 vier Mal Deutscher Meister im Mannschafts-Gehen über 20 und 50 km war.

## Leben
Als 16-jähriger Kriegsteilnehmer geriet Siuda in russische Kriegsgefangenschaft und war vier Jahre in einem Gefangenenlager im Kaukasus inhaftiert, bevor er nach Braunschweig kam.
Siuda begann seine sportliche Laufbahn beim Wintersport-Verein Braunschweig, bevor er dann zu Eintracht Braunschweig wechselte. Zusammen mit Rudi Lüttge, Horst Thomanske und anderen Gehern nahm Siuda in den 1950er Jahren erfolgreich an mehreren Deutschen Meisterschaften teil. So wurde er 1953, 1954, 1957 und 1958 Deutscher Meister im Mannschaftsgehen. Seine besten Platzierungen im Einzel waren der zweite Platz über 20 Kilometer hinter Hans-Wilhelm Neuhaus bei den Meisterschaften 1956 und der zweite Platz über 50 Kilometer hinter Claus Biethan 1957. Von 1953 bis 1958 trat Siuda in insgesamt zehn Wettkämpfen im deutschen Nationaltrikot an.
1959 eröffnete er das Sportartikelgeschäft Sport Siuda in der Braunschweiger Innenstadt. Durch seine zahlreichen, auch internationalen Kontakte, hielten sich u. a. bekannte Fußballer wie Uwe Seeler, Pelé oder Karl-Heinz Rummenigge dort auf, aber auch der Musiker Udo Jürgens.
Besondere mediale Aufmerksamkeit erregte Viktor Siuda Ende Mai 1967, als er zu Fuß in fünf Etappen die 328 km von Braunschweig nach Essen zum letzten Auswärtsspiel von Eintracht Braunschweig bei Rot-Weiss Essen zurücklegte. Er traf schließlich 20 Minuten vor Spielbeginn im Essener Georg-Melches-Stadion ein. Das Spiel endete 0:0, Eintracht Braunschweig wurde Deutscher Fußballmeister der Bundesligasaison 1966/67.
Siuda war sein Leben lang sportbegeistert, sozial engagiert und unterstützte durch verschiedene Aktionen seinen Heimatklub Eintracht Braunschweig, aber auch andere Braunschweiger Sportvereine, wie z. B. lokale Hockey-Teams. 2012 spendete er für eine Benefiz-Auktion einen speziellen Hockeyschläger mit allen Unterschriften der Deutschen Olympiasiegermannschaft der Herren von 1972.